# East Coker (poème)
Pour les articles homonymes, voir East Coker et Coker.
East Coker est le deuxième poème des Quatre Quatuors de T. S Eliot. Écrit quatre ans après Burnt Norton, il est calqué sur sa structure. Il est terminé au début de 1940 et imprimé pour l'édition de Pâques du New English Weekly de 1940. Le titre fait référence à une petite communauté directement liée aux ancêtres d'Eliot et abritant une église qui devait plus tard abriter les cendres d'Eliot. 
Le poème traite du temps et du désordre dans la nature résultant du fait que l’humanité ne suive que la science et non le divin. Les dirigeants sont décrits comme matérialistes et incapables de comprendre la réalité. Le seul moyen pour l'humanité de trouver le salut consiste à poursuivre le divin en regardant à l'intérieur et en réalisant que l'humanité est interconnectée. Ce n'est qu'alors qu'on peut comprendre l'univers. 

## Contexte
En 1939, T. S Eliot traverse une période de manque d'inspiration et pense qu'il est incapable de continuer à écrire de la poésie. Pour tenter de voir s'il le peut toujours, il commence à reprendre des thèmes de Burnt Norton en lui substituant un autre lieu : East Coker, visité par Eliot en 1937, et où se trouve l'église St Michael, où ses cendres furent ensuite conservées. Le lieu a une importance particulière pour Eliot et sa famille, car Andrew Eliott, son ancêtre, quitta la ville pour se rendre en Amérique en 1669. Une plaque dédiée au poète et à ses cendres s'y trouve et indique : « Mon début est ma fin. De votre gentillesse, priez pour l'âme de Thomas Stearns Eliot, poète. À ma fin est mon début ». 
Il a terminé deux sections du poème en février 1940, et écrit le reste au cours de ce même mois. John Davy Hayward, Herbert Read et d'autres personnes ont contribué à sa révision et à sa modification. East Coker a été publié dans le New English Weekly de mars 1940, pour l'édition de Pâques. Il est ensuite réimprimé en mai et juin et publié par Faber et Faber en septembre. Avec l'achèvement du poème, Eliot commence à songer aux Quatre Quatuors comme une série de quatre poèmes basés sur le même thème, Burnt Norton étant le premier de la série et East Coker le second. 

## Structure
East Coker est un poème de fin d'été, de la terre et de la foi. Comme dans les autres poèmes des Quatuors, chacune des cinq sections porte un thème commun à chacun des poèmes : le temps, l'expérience, la purgation, la prière et la complétude. Le thème temporel est énoncé dans la première section avec le premier vers, qui est aussi le dernier : « En mon commencement est ma fin », formule qui conduite à la perception d'un éternel présent.  
La deuxième section traite du désordre dans la nature, de manière opposée au passage sur l'ordre dans la nature qui se trouve dans la deuxième section de Burnt Norton : les deux fonctionnent donc en miroir. La connaissance rationnelle y est décrite comme étant insuffisante pour expliquer la réalité. Ceux qui ne poursuivent que la raison et la science sont ignorants. Même nos progrès ne sont pas des progrès puisque nous continuons à répéter les mêmes erreurs que par le passé. 
La troisième section traite des dirigeants de la société laïque et de leurs défauts. La quatrième, qui est une section plus formelle, déploie une série de paradoxes baroques dans le contexte de la messe du vendredi saint. Dans la cinquième section, cette manière d'écrire est considéré ironiquement, et le poète revient sur sa période d'expérimentation dans « les années de l'entre deux guerres », la considérant comme « largement gaspillée ». Il se félicite de l'approche de la vieillesse comme une nouvelle occasion de trouver un renouveau, même s'il pourrait ne s'agir que d'une redécouverte de « ce qui a été perdu et retrouvé et qui a été perdu à nouveau ». 
Malgré le doute et les ténèbres du poème, la première ligne de la cinquième section insuffle une note d'espoir : « Alors, je suis au milieu ». Cela fait référence à la première ligne de l'Enfer de Dante, « Au-milieu du voyage de notre vie, je me suis égaré ».  

## Thèmes
East Coker donne un message d'espoir, celui que les communautés anglaises survivent à la Seconde Guerre mondiale. Dans une lettre datée du 9 février 1940, Eliot déclare : « Nous ne pouvons guère espérer contribuer à un changement social immédiat ; nous sommes plus disposés à voir notre espoir dans des débuts modestes et locaux, plutôt que dans une transformation du monde entier à la fois (...) Nous devons garder en vie les aspirations qui peuvent rester valables pendant la période la plus longue et la plus sombre de calamité et de dégradation universelles ». Le poème s'appuie également sur la guerre pour relier l'idée d'Eliot selon laquelle il existe une humanité unie. Stephen Spender a notamment affirmé que « la guerre a modifié l'attitude d'Eliot en le convainquant qu'il y avait une cause occidentale à défendre positivement. Et après la guerre, il y avait une Allemagne à ramener dans la tradition occidentale ». 
Le poème est une sorte d’opposé à l’idée selon laquelle La Terre vaine était une expression de désillusion après la Première Guerre mondiale, même si Eliot n’a jamais accepté cette interprétation. La Seconde Guerre mondiale elle-même n'est mentionnée que dans quelques écrits d'Eliot. Cependant, la Seconde Guerre mondiale affecte le poème, en particulier lorsque les perturbations causées par la guerre sont évoquées dans le poème en tant que perturbation de la nature et du ciel. Le poème décrit la société de manière similaire à La Terre vaine, notamment en mettant l'accent sur la mort et l'agonie. Le lieu est lié à l’origine de la famille d’Eliot et est également celui où sa famille se terminera symboliquement. Dans la deuxième partie du poème, la nature connaît le désordre, et il est suggéré que les humains aussi puissent brûler, mais aussi que la raison, la connaissance et la science ne puissent sauver les hommes. Les erreurs de notre passé deviennent les raisons de la guerre et des conflits et nous devons devenir humbles pour échapper à la destruction. Cependant, l'obscurité consume les dirigeants du monde et de la société. Ceci est en partie dû à la chute d'Adam et au concept de péché originel qui en résulte. Le Christ est notre sauveur et nous devons rechercher la rédemption pour surmonter nos faiblesses humaines. Eliot déclare qu'il s'est battu pour l'humanité et a essayé d'aider l'humanité à apprendre ce qui est important. Ce n'est que par Christ que l'homme peut être racheté. 
Le poème d'Eliot suggère que les hommes âgés devraient sortir et voyager. Il encourage les hommes à échanger leurs idées plutôt que des expériences inutiles, et soutient que les hommes doivent explorer l'expérience humaine elle-même. Ce concept est évoqué dans La Terre vaine et s'inspire des idées du Convivio de Dante. Dante soutient que les hommes âgés sont supposés retourner à Dieu et décrit le processus de la même manière que les voyages d'Ulysse. Contrairement au héros d'Homère, Dante soutient que les hommes ne devraient pas voyager dans le monde matériel mais dans le monde spirituel. Dante et Eliot ont tous deux exprimé le même point de vue que Saint Augustin lorsqu'ils se concentrent sur les voyages internes. Grâce à ces voyages, l’humanité est capable de croire au salut et de voir qu’il y a plus dans le monde que les ténèbres. Eliot explique dans le poème que nous sommes tous interconnectés à travers le temps et que nous devons le réaliser. L’humanité ne peut comprendre la vérité de l’univers que par cette prise de conscience. Cela permettrait à l'humanité de se libérer du fardeau du temps. Comme l'explique Russell Kirk : « Pour ceux qui appréhendent une réalité supérieure à la naissance, la copulation et la mort, une réalité qui transcende les rythmes de la nature physique, cette fin consiste à connaître Dieu et à jouir de lui pour toujours ». 
La famille et l'histoire familiale jouent également un rôle important dans le poème. Eliot a trouvé des informations sur sa famille dans Sketch of the Eliot Family, qui décrit comment la famille d'Eliot a vécu à East Coker pendant 200 ans. Quand Andrew Eliott est parti aux États-Unis, il a perturbé l’histoire de la famille. De la même manière, Eliot s'est séparé de sa propre famille lorsqu'il s'est éloigné des États-Unis pour revenir en Angleterre. Dans le poème, Eliot souligne la nécessité d’un voyage et la nécessité d’un changement intérieur. 

## Intertextualité
Selon Eliot, les aspects poétiques du poème sont ancrés dans la tradition des premiers travaux de John Cleveland, Edward Benlowes, William Blake et William Butler Yeats. De plus, de nombreuses images sont liées à la poésie de Stéphane Mallarmé. Du point de vue théologique, Eliot est orthodoxe dans sa théorie et s’appuie principalement sur les écrits de saint Augustin. Thomas Browne et Saint Jean de la Croix ont également exercé une autre influence. En appliquant ces points de vue sur la société, Eliot a été fortement influencé par les écrits de Christopher Dawson et par le fait que Dawson s'appuyait sur la compréhension de Dieu comme le premier pas vers une société meilleure. 
Outre les nombreuses sources littéraires, Eliot s’appuie également sur ses sentiments et son expérience personnels, en particulier sur l'angoisse intense qu’il a ressenti lors de la composition du poème. De même, Eliot utilise l'image des pèlerins venant en Amérique et les récits les plus communs tout au long de son enfance. Sa mère a notamment écrit des poèmes sur les pèlerins arrivant en Nouvelle-Angleterre et Eliot a trouvé des informations relatives à l'histoire de sa famille dans un livre intitulé Sketch of the Eliot Family. Le lieu, East Coker, était le lieu où Andrew Eliott, l'ancêtre de TS Eliot, est parti en rejoignant le pèlerinage. 

## Réception
East Coker s'est vendu à près de 12 000 exemplaires lors de sa publication initiale, ce qui est considérable. Eliot affirma que sa popularité prouvait qu'il s'agissait d'un mauvais poème. Indépendamment de la véracité de la déclaration, il appréciait le fait que le poème puisse inspirer les gens pendant la guerre. Emily Hale, une amie d'Eliot, a tellement aimé le poème qu'elle l'a lu à ses étudiants du Smith College « comme s'il s'agissait d'une lettre d'amour de Dieu ». Les premières critiques portèrent sur le propos du poème, en termes de contenu et non de style. Dans la Southern Review, James Johnson Sweeney, printemps 1941, et curiste Bradford, hiver 1944, discutèrent des paraphrases des poèmes et les sources de divers passages. Cependant, Andrews Wanning, printemps 1941, déclara que Burnt Norton était un meilleur poème que East Coker et que « si Burnt Norton est un poème de suggestion, East Coker est un poème de discussion et d'explication ». Un autre critique américain, Delmore Schwartz, n’a pas apprécié le ton d'East Coker, en particulier celui exprimé dans la cinquième section. 